# El amor del cojo Lem
El amor del cojo Lem (en el inglés original, Lame Lem's Love) es una historieta de terror de 8 páginas, de 1979 del estadounidense Richard Corben.

## Trayectoria editorial
El amor del cojo Lem se publicó en el número 2 de la revista Skull. Fue la primera historieta que Richard Corben realizó para una revista underground tras su paso por diversos fanzines de los que no recibía renumeración alguna. Gracias a esta mejora salarial, pudo abandonar finalmente la empresa de animación en la que trabajaba hasta entonces.
En España
- Creepy n.º 0 como EL AMOR DEL COJO LEM, en blanco y negro.
- CORBEN OBRAS COMPLETAS n.º 5 - UNDERGROUND 2 como EL AMOR DEL COJO LEM,  en color.
- COMIX UNDERGROUND USA n.º 2 como EL AMOR DEL POBRE LEM, en blanco y negro. Diferente traducción y con viñetas modificadas por motivos de censura.

## Argumento
Lem mata a los sucesivos amantes de su esposa Sweet Belle, hasta que finalmente acaba con la vida de la mujer, que no quería tener relaciones sexuales con él. Pocos días después, Lem vuelve a la casa, decidido a consumar su matrimonio, aunque sea con un cadáver. Sin embargo, los amantes asesinados de su mujer estaban también en la casa y lo matan.

## Estilo
El amor del cojo Lem muestra influencias de Elzie C. Segar y sobre todo de los cómics de terror de la E. C. Comics, incluyendo el recurso a la figura de un narrador, llamado en este caso Gurggy Tate.

## Valoración
Para Agustín Oliver, El amor del cojo Lem es una historieta de calidad más que aceptable para el medio en que se publicó, a pesar de su guion alargado innecesariamente.